# Tashi Stongthun
Tashi Stongthun was (Minyak (Kham), ca. 1881) een 20e-eeuws Tibetaans geestelijke.
Hij kwam voort uit de familie Lhunpotsang en ging voor opleiding naar het college Loseling van het universiteitsklooster Drepung. Hier verdiepte hij zich in het esoterisch boeddhisme (Vajrayana) en behaalde hij zijn geshe-graad. Vervolgens studeerde hij aan het tantrisch college van Gyütö. Hier werd hij later leider van het chanten, hoofd onderwijs en abt van het klooster.
Hij trad daarna aan als Ganden Shartse om vervolgens in dit klooster de Gouden Troon te bestijgen als vijfennegentigste Ganden tripa van 1947 tot 1953. Hiermee was hij hoofdabt van het Ganden en hoogste geestelijke van de gelugtraditie in het Tibetaans boeddhisme. Hij was de laatste Ganden tripa die de volle periode van zeven jaar diende onder de regering van historisch Tibet in Lhasa.